# Bacchu-ber

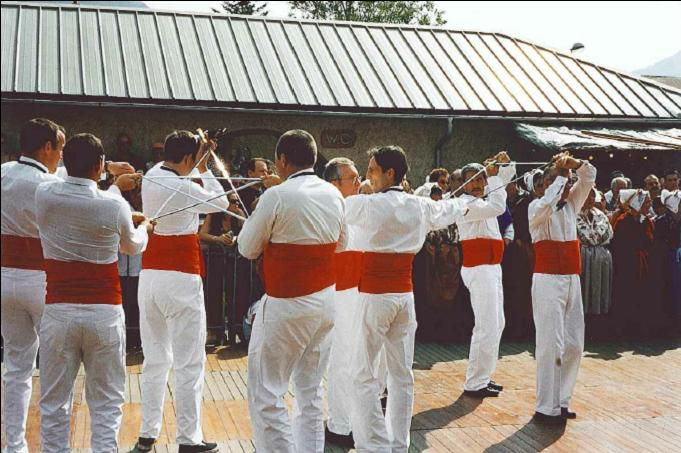
Il bacchu-ber, 16 agosto 2003

Il bacchu-ber è una danza di spade del quartiere di Pont-de-Cervières, nella città di Briançon (Hautes-Alpes, Francia), la cui origine risale a molti secoli fa (la prima testimonianza è del 1730). Questa danza è unica in Francia e una delle poche in Europa ad aver attraversato il tempo. . Si esegue una volta all'anno, il 16 agosto, giorno di San Rocco, patrono del quartiere di Pont-de-Cervières.

## Origine
Le origini sono quasi impossibili da determinare si evocano una danza celtica, romana, gallica, greca, importata dalle Fiandre. Un riavvicinamento con il dio Bacco può essere tentato vista la somiglianza in ortografia, ma rimane aleatorio.
Essendo San Rocco invocato in tempi di peste per lottare contro le epidemie, molti autori ipotizzano che i superstiti della peste a Pont-de-Cervières avrebbero scelto questo santo per proteggere il loro  villaggio; tuttavia, non ci sono prove che sia stato fatto un voto a proposito di questa danza.
.

## Descrizione
La danza viene eseguita da nove uomini vestiti interamente di bianco, tranne per un piccolo nodo nero intorno al collo, di una larga fusciacca rossa e scarpe (come quelle da ballo) nere. Gli uomini formano un cerchio, fanno il saluto ed eseguono delle forme geometriche con le loro spade.
Ogni uomo tiene la punta della spada di un altro e l'impugnatura della propria. Tutti si muovono con passi scivolati e cadenzati (serie di 3 piccoli passi). Alzando le spade e passando uno sotto l'altro, disegnano diverse forme come tre triangoli, un rettangolo e una stella, due rettangoli, una stella e un triangolo.
La figura finale, chiamata la lève, è composta da un cerchio di ballerini, uno dei quali è al centro in mezzo alle spade intrecciate attorno al suo collo. Tutti i ballerini si inginocchiano e si rialzano più volte allo stesso tempo.
Nell'estate del 1936, il presidente della Repubblica francese, Albert Lebrun, assistette ad una rappresentazione. .
Nel corso delle due guerre mondiali il bacchu-ber non fu mai ballato. Nel 2003, per l'anniversario del bacchu-ber, la danza è stata eseguita eccezionalmente da due cerchi di nove danzatori (di solito vi è solo un cerchio).

## Melopea
La danza è accompagnata da un canto comunemente chiamato la Dratanla, che si apparenta più a una melopea che a una vera canzone. È cantata da una dozzina di donne vestite con il costume tradizionale di Pont-de-Cervières. Le donne sono generalmente sedute su una panchina, ma talvolta cantano in piedi. Il costume tradizionale comprende un capricapo (cuffia) di cotone annodato sotto il mento, uno scialle su un caraco, une lunga gonna antracite con piccoli motivi leggermente provenzali con un elastico alla vita. Un grembiule è aggiunto sopra la gonna: si annoda davanti e mantiene fermo lo scialle.
Testo approssimativo
La dratanla, la dra, la dratanla,
Et dralala, la dratanla, la dra la,
La dratanla, la dratata la dra,
La dratanla, la dra,
La dratanla, la dratanla, la dra, la la dra.»

## Luoghi della danza
La danza è di norma effettuata due volte su un palco di legno; dura ogni volta circa 20 minuti. La prima rappresentazione si svolge nella Place de l'Eglise (dove si trova la chiesa di San Rocco e San Marcello). Quindi, ballerini, cantanti e spettatori scendono lungo la rue du Bacchu-ber per raggiungere la Place Jean Jaurès dove la danza è ripetuta.
Nel passato la danza veniva eseguita 3 volte.

## Associazioni
La Società degli ammiratori del Bacchu-ber gestisce l'organizzazione della cerimonia, ed è stata fondata nel 1935. 

## Discografia
- 2000 Malicorne, album Nous sommes chanteurs de sornettes, titolo Le Bacchu-ber.